# Ze śmiercią jej do twarzy
Ze śmiercią jej do twarzy (ang. Death Becomes Her) – amerykański film fabularny z roku 1992 z gatunku czarnej komedii, wyreżyserowany przez Roberta Zemeckisa. Główne role zagrali w nim Goldie Hawn, Meryl Streep i Bruce Willis. Film otrzymał nagrodę Oscara za najlepsze efekty specjalne.
Wymowa filmu ma charakter satyryczny. Reżyser wyśmiał kult młodości charakterystyczny dla kalifornijskich wyższych sfer.

## Opis fabuły
Akcja filmu toczy się w Beverly Hills. Rozpoczyna się w 1978, kiedy to Madeline Ashton (Meryl Streep) jest piękną, narcystyczną i wpływową aktorką, a w życiu prywatnym uwodzi wszystkich partnerów swojej szkolnej koleżanki, nieśmiałej i mało atrakcyjnej pisarki Helen Sharp (Goldie Hawn). Chcąc przetestować wierność swojego narzeczonego, cenionego chirurga plastycznego Ernesta Menville’a (Bruce Willis), Helen zabiera go na broadwayowski musical Ptak młodości, w których Madeline gra główną rolę. Spektakl jest niewypałem, ale Ernestowi – jako jedynemu na publiczności – sztuka się podoba. Madeline uwodzi Ernesta, ponieważ potrzebuje lekarza medycyny estetycznej, który mógłby zadbać o jej wygląd. Ostatecznie biorą ślub. Helen załamuje się psychicznie i maniakalnie pragnie śmierci Madeline, a przez kolejne siedem lat zaniedbuje swój wygląd i trafia do szpitala psychiatrycznego.
W 1992 Madeline przeżywa kryzys w karierze aktorskiej i jest załamana skutkami starzenia się, w tym przemijającą urodą. Nieśmiały i zakompleksiony Ernest w tym czasie popada w alkoholizm, przez co traci fach lekarski i zostaje makijażystą zwłok celebrytów. Małżonkowie przeżywają kryzys w związku, a Ernest żałuje poznania Madeline. Pewnego dnia oboje udają się na spotkanie autorskie Helen, która stała się piękną i uwodzicielską kobietą sukcesu, przy czym wciąż marzy o śmierci Madeline. Pisarka buntuje małżonków przeciwko sobie, obwiniając drugą osobę za wydarzenia sprzed lat. Madeline boi się, że Helen odbije jej męża. Po przyłapaniu na zdradzie swojego młodego kochanka, Dakoty (Adam Storke), odwiedza Lisle von Rhoman (Isabella Rossellini), na którą namiar otrzymała od lekarza plastycznego (Ian Ogilvy). Ashton kupuje eliksir młodości, który przywraca jej urodę i zapewnia nieśmiertelność. W tym czasie Helen przekonuje Ernesta do zabicia żony. Ernest w trakcie kłótni z Madeline spycha ją ze schodów. Kobieta przeżywa wypadek, ale wskutek upadku ma kark skręcony o 180 stopni. Helen znów pojawia się w posiadłości, by pomóc Ernestowi w pochówku żony. Madeline przysłuchuje się jej rozmowie z Ernestem i w akcie zemsty strzela do niej z karabinu. Kobieta przeżywa atak, ale budzi się z dziurą od postrzału w brzuchu. Helen i Madeline przyznają się do zażycia eliksiru młodości, przy czym pisarka uczyniła to w październiku 1985. Kobiety podczas bójki wyjaśniają sobie dawne nieporozumienia, po czym się godzą. Dochodzą też do wniosku, że Ernest musi żyć wiecznie, by mógł wciąż je naprawiać. Ogłuszywszy mężczyznę, prowadzą go do Lisle, która tego wieczora urządza przyjęcie dla swoich klientów, m.in. Marilyn Monroe, Elvisa Presleya, Grety Garbo, Jimiego Morrisona czy Jamesa Deana. Lisle oferuje Ernestowi wypicie eliksiru młodości, ale ten odmawia, bo nie chce żyć wiecznie. Mężczyzna wymyka się z rezydencji, po czym Helen i Madeline obiecują sobie, że od tej pory będą opiekować się sobą przez całą wieczność.
37 lat później odbywa się pogrzeb Ernesta, który po rozstaniu z Madeline ułożył sobie życie – z żoną Claire doczekał się sześciorga dzieci. Obecne na uroczystościach pogrzebowych Madeline i Helen są rozkładającymi się trupami. Gdy wychodzą z kościoła, Helen potyka się o puszkę farby akrylowej, a pchnięta przez Madeline, wraz z nią upada ze schodów. Obie rozbijają się o chodnik, lecz mimo rozczłonkowania ciał nadal żyją.

### Usunięte sceny
Pierwsza wersja montażowa została znacznie skrócona po negatywnych recenzjach publiczności. Twórcy usunęli wówczas niektóre sceny, których fragmenty pojawiły się w zwiastunie filmu, m.in. odkrycie przez pokojówkę ciała Madeline w zamrażarce oraz rozmowę Madeline ze swoim agentem, Jayem Normanem (Jonathan Silverman). 
Z filmu został wycięty wątek znajomości Ernesta z barmanką Toni (Tracey Ullman), która pomaga lekarzowi uwolnić się od kontroli Helen i Madeline, m.in. pozorując jego śmierć i uciekając z nim do Europy. 27 lat później Helen i Madeline spotykają wciąż zakochanych w sobie Ernesta i Toni, co uświadamia im, że w ich wiecznym życiu brakuje miłości. Madeline przy tym pozostaje egocentryczna, a Helen nadal żałuje, że nie udało jej się wrócić do Ernesta.
Scenarzyści napisali także scenę, w której Helen i Madeline podczas przyjęcia urodzinowego u Lisle kradną samochód i podążają w pościg za Ernestem, jednak w pewnym momencie wypadają z klifu, po czym wychodzą ze zniszczonego auta jako zwęglone zwłoki.

## Obsada
- Meryl Streep jako Madeline Ashton
- Bruce Willis jako dr Ernest Menville
- Goldie Hawn jako Helen Sharp
- Isabella Rossellini jako Lisle von Rhoman

oraz
- Alaina Reed Hall jako psycholożka Helen
- Ian Ogilvy jako Chagall, lekarz medycyny estetycznej
- Adam Storke jako Dakota, kochanek Madeline
- Sydney Pollack jako lekarz (niewymieniony w napisach)[12]

### Casting
Początkowo do roli Ernesta Menville’a przymierzany był Kevin Kline, jednak popadł w konflikt finansowy z producentem filmu. Po jego rezygnacji propozycję roli otrzymali Jeff Bridges i Nick Nolte, jednak oni również wycofali się z projektu. Aktorka Catherine Bell zastępowała Isabellę Rossellini w niektórych rozbieranych scenach. W filmie miał wystąpić m.in. Joe Pesci w roli utalentowanego, ale ekscentrycznego paparazzo.

## Nagrody i wyróżnienia
| Nagroda    | Kategoria                                                         | Rezultat  |
| ---------- | ----------------------------------------------------------------- | --------- |
| Oscar      | najlepsze efekty specjalne                                        | Wygrana   |
| Złoty Glob | najlepsza aktorka w filmie komediowym lub musicalu (Meryl Streep) | Nominacja |
| Saturn     | najlepszy aktor (Bruce Willis)                                    | Nominacja |
| Saturn     | najlepsza aktorka (Meryl Streep)                                  | Nominacja |
| Saturn     | najlepsza aktorka drugoplanowa (Isabella Rosellini)               | Wygrana   |